# Дембічек
Дембічек (пол. Dębiczek, нім. Eichwarte) — село в Польщі, у гміні Сьрода-Велькопольська Сьредського повіту Великопольського воєводства.
Населення — 99 осіб (2011).
У 1975-1998 роках село належало до Познанського воєводства.

## Демографія
Демографічна структура станом на 31 березня 2011 року:
|          | Загалом | Допрацездатний вік | Працездатний вік | Постпрацездатний вік |
| -------- | ------- | ------------------ | ---------------- | -------------------- |
| Чоловіки | 49      | 7                  | 36               | 6                    |
| Жінки    | 50      | 10                 | 28               | 12                   |
| Разом    | 99      | 17                 | 64               | 18                   |